# No More Ladies
No More Ladies, in Nederland uitgebracht onder de titel Geen vrouwen meer, is een film uit 1935 onder regie van Edward H. Griffith. De film is gebaseerd op een toneelstuk van A.E. Thomas, dat opende op 23 januari 1934 met Melvyn Douglas.
Regisseur Griffith regisseerde enkel een deel van de film. Nadat hij ziek werd nam George Cukor de regie over, maar weigerde gelijst te worden.

## Verhaal
Marcia Townsend Warren is getrouwd met een vrouwenverslinder. Hij is er nog niet helemaal aan gewend een echtgenoot te zijn en vindt het moeilijk niet achter de vrouwen aan te gaan. Marcia, die hem voor geen cent vertrouwt, besluit zelf met andere mannen te flirten in een poging om hem jaloers te maken.

## Rolverdeling
| Acteur            | Personage                     |
| ----------------- | ----------------------------- |
| Joan Crawford     | Marcia Townsend Warren        |
| Robert Montgomery | Sheridan Warren               |
| Charles Ruggles   | Edgar Holden                  |
| Franchot Tone     | Jim 'Jimsy Boysie' Salston    |
| Edna May Oliver   | Mrs. Fanny 'Grandma' Townsend |
| Gail Patrick      | Therese Germane               |
| Reginald Denny    | Oliver Allen                  |
| Joan Fontaine     | Caroline 'Carrie' Rumsey      |
| Arthur Treacher   | Lord 'Ducky' Knowleton        |